# Cashmere Technical
Der Cashmere Technical Football Club ist ein neuseeländischer Fußballklub aus Christchurch in der Region Canterbury.

## Vorgängerklubs

### Christchurch Technical
Der Klub wurde im Jahr 1923 unter dem Namen Christchurch Technical Old Boys gegründet. Dieser wurde dann im Jahr 1968 in Christchurch Technical geändert. Für eine kurze Zeit hatte man auch den Namen Christchurch City inne, als eine Vereinigte Mannschaft des Klubs zusammen mit dem Woolston Working Men's Club von 2000 bis 2001 in der National Soccer League spielte.

### Woolston Working Men’s Club
Der Klub wurde im Jahr 1951 unter dem Namen Waterside gegründet. Dieser Name wurde im Jahr 1969 schließlich in Woolston Working Men’s Club geändert. In den Spielzeiten 1978 und 1981 spielte man in der National Soccer League, stieg aber jeweils am Ende beider Saisons direkt wieder ab.

### Woolston Technical
Aus der Fusion von Christchurch Technical und dem Woolston Working Men's Club entstand im Jahr 2007 der Klub mit dem Namen Woolston Technical. Bereits schon von 2000 bis 2002 nahmen beide zusammen als Christchurch City am Spielbetrieb teil.

### Cashmere Wanderers
Der Klub wurde im Jahr 1951 als Atlantis AFC begründet. Dieser Name beruht auf den Gründern, welche mit dem Schiff Atlantis der Shaw Savill Line im Jahr 1950 in Lyttelton angekommen waren. Im Jahr 1961 wechselte man diesen Namen dann zu Wanderers, um seinen zu der Zeit existierenden Spitznamen besser zu repräsentieren. Kurz danach gab es im Jahr 1967 dann den Wechsel des Namens zu Cashmere Wanderers.

## Geschichte
Der Klub wurde im Jahr 2012 gegründet. Er entstand als Ergebnis der Fusion der Cashmere Wanderers und Woolston Technical. Bereits Anfang 2011 hatten beide Klubs eine tiefergreifende Zusammenarbeit vereinbart. Durch das Erdbeben im Jahr 2011 beschleunigten sich die Verhandlungen aber deutlich und so kam es schließlich auch zur Fusion.
Die Mannschaft gewann dann schließlich von 2013 bis 2015 immer in Folge die Mainland Premier League. Zudem gelang auch noch 2013 und 2014 jeweils ein Sieg im Chatham Cup. Zur Saison 2021 wurde das Team in die neue Southern League innerhalb des Systems der neuen National League befördert, wo man dann auch direkt die Meisterschaft holte. Zudem gelang hier auch ein weiterer Sieg im Chatham Cup. Innerhalb der Endrunde der Spielzeit 2021 erreichte man mit 9 Punkten den dritten Platz und verpasste somit knapp das Grand Final. In der Folgesaison erreichte man mit 49 Punkten zusammen mit dem Punktgleichen Christchurch United die Championship-Runde. Diesmal reichte es jedoch nur für den siebten Platz.

## Erfolge
- Chatham Cup: 1948 (als Technical Old Boys), 2013, 2014, 2021
- Mainland Premier League: 2013, 2014, 2015
- Southern League: 2021